# Erik Schneider

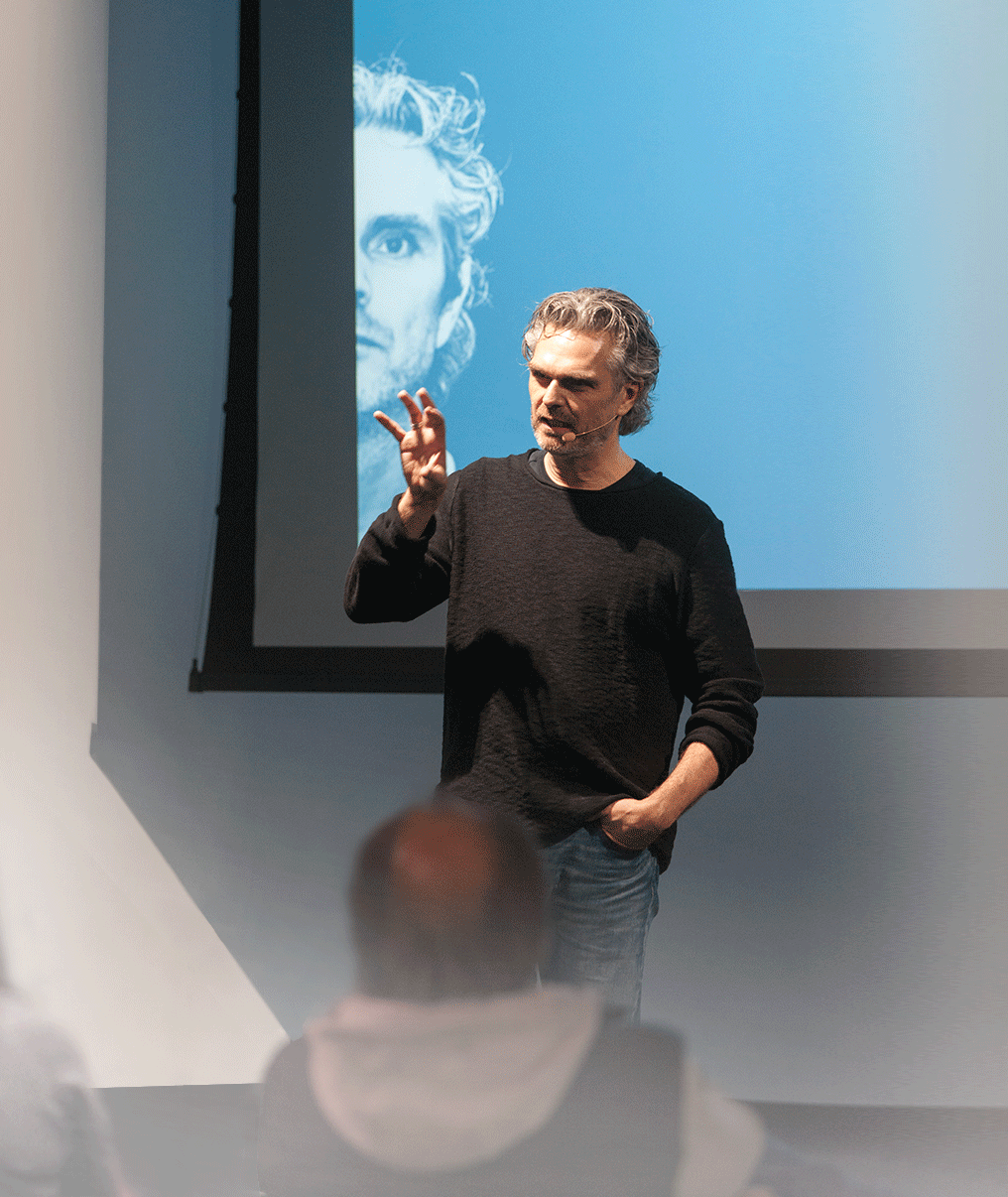
Erik Schneider am Creative After Work, EMMA Kreativzentrum Pforzheim

Erik Schneider (* 26. März 1967) ist ein deutscher Designer und Professor für Industriedesign und Konstruktion an der Technischen Hochschule Ingolstadt. Er ist im Bereich Innovation, Design Thinking und Kreativprozesse tätig.

## Leben
Schneider studierte Maschinenbau an der Universität Karlsruhe und schloss sein Studium 1995 als Diplomingenieur Maschinenbau ab. Es folgte ein zweites Studium im Fachbereich Industrial Design an der Hochschule Pforzheim, welches er als Diplomdesigner 1999 abschloss. Nach seinem Studium trat er 1998 in die Daimler AG ein. Dort arbeitete er zuerst im Bereich Research & Development „Advanced Concepts“.
2001 wechselte Schneider zur Innovationswerkstatt der Daimler AG. Dort arbeitete er aktiv an Methodik, Moderation, Ideensuche und Strategieableitung mit Fokus auf die Automobilbranche.
Seit 2014 ist Schneider Lehrkraft an der Hochschule Pforzheim
und betreut Projekte im Bachelorstudiengang „Industrial Design“. Des Weiteren betreute er im Masterstudiengang „Creative Direction“ das Projekt „Innovative Integrated Product“.
Von 2007 bis 2016 war Schneider als selbständiger Berater tätig, unter dem Namen seiner Einzelfirma A81. Er beriet Unternehmungen in Innovations und Kreativprozessen und begleitete die Prozessimplementierung.
Seit April 2016 ist Schneider Professor an der Technischen Hochschule Ingolstadt (THI).
Schneider ist des Weiteren Managing Partner bei der Martin Management GmbH, einer Schweizer Unternehmensberatung mit dem Schwerpunkt auf Innovationsmanagement.
Schneider ist Keynote Speaker in den Bereichen Innovation, Digitale Transformation und Kreativprozessen wie Design Thinking. Er hält Vorträge an Innovationstagungen.